# 秋保鉱山
秋保鉱山（あきうこうざん）とは、かつて宮城県仙台市太白区にあった鉱山である。江戸時代に開山され新川鉱山として銅を採掘。大正時代から、秋保鉱山として開発され鉄や銅の鉱石である黄鉄鉱や黄銅鉱などを採掘していた。当時は採掘物を牛車で仙台市街まで運んでいた。最盛期には300人ほどの抗夫がいた。鉱床は、グリーンタフ変動（約2000万年前）に伴い生成された硫化鉱床。基盤岩は花崗閃緑岩でその上にグリーンタフが堆積する。1954年（昭和29年）から1960年（昭和35年）までの産出量は銀が98 kg、銅が77 tであった。1961年（昭和36年）9月30日に閉山。（公式には「休止」とされる。）
現在でもボタ山（ズリ）の一部が残っており、ズリの中から鉱物採集を行う愛好者が時折訪れる（現地は危険な箇所もある）。黄鉄鉱、黄銅鉱、方鉛鉱、閃亜鉛鉱などの存在が確認できる。ズリに含まれる硫化鉱物が雨水や地下水と反応し、鉄・銅・鉛・亜鉛等の重金属類を含んだ酸性水が流出しているが、付近の名取川水系の重金属の分布とは一致せず、鉱山からの水質や底質への影響は、ほとんどない。また仙台市科学館は「秋保鉱山跡地自然観察会」を夏休みに開催していた。

## 最寄り駅
- 仙山線奥新川駅[3]